# Puy de Sancy
Puy de Sancy er det højeste bjerg i Centralmassivet og centrale område af Frankrig, og det højeste i landet udenom Alperne og Pyrenæerne. Bjerget har en højde på 1.885 meter over havet.
Bjerget er en del af en gammel stratovulkan, som har været udslukt i 220.000 år.

## Galleri
- Udsigt fra Puy de Sancy
- Puy Ferrand set fra Puy de Sancy
- Udsigt from Puy de Sancy